# Catenaccio

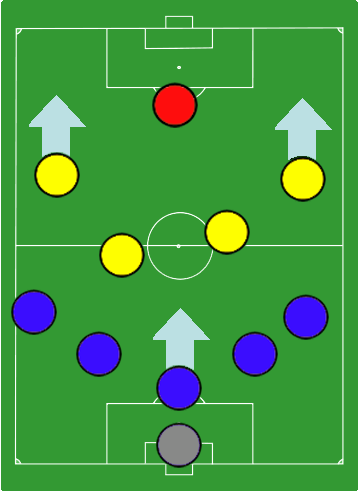
Catenaccio

Catenaccio is een voornamelijk in Italië toegepaste speelstijl in het voetbal. Catenaccio is het Italiaanse woord voor 'grendel'. Het is een systeem dat zich vooral richt op een goed georganiseerde en effectieve verdediging, die de aanvallen van de opponenten moet neutraliseren. Het is een combinatie van een verdediging van vier mandekkers in lijn ondersteund door een libero, in Nederland ook wel 'laatste man' genoemd.

## Geschiedenis
Het systeem is bekend geworden doordat de Argentijnse coach Helenio Herrera bij Internazionale er veel gebruik van maakte in de jaren zestig. Inter won in die tijd dan ook geregeld wedstrijden met uitslagen als 1-0 of 2-1; met weinig tegendoelpunten dus.
Het catenaccio-systeem werd erg beïnvloed door een tactiek van de voormalige Oostenrijkse coach Karl Rappan, genaamd "verrou" (Frans voor 'grendel'). Als bondscoach van Zwitserland in de jaren dertig en veertig had Rappan dit systeem ingevoerd. Achter de verdediger werd nog een extra voetballer neergezet, genaamd de verrouilleur. Deze speler was extreem defensief ingesteld en speelde maar net voor de doelman. In de jaren vijftig werd deze tactiek verder uitgewerkt door Nereo Rocco, die coach van Padova Calcio was. Inter nam de speelstijl later over.

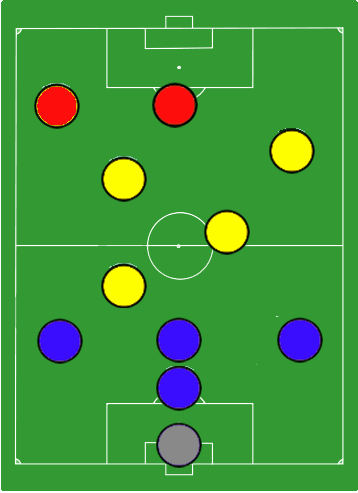
Het systeem van Rappan

Rappans verrou-systeem werd uitgevoerd door een viermans defensie met daarbij een libero achter drie 'normale' verdedigers. Daarnaast was er sprake van een strikte mandekking, een spelmaker in het midden en daarnaast twee buitenste middenvelders. Ten slotte waren er twee spitsen, met een aanvallende middenvelder daarachter. Het systeem van Rocco, ook weleens het 'eerste echte' catenaccio genoemd, werd bekend toen hij in 1947 werkzaam was bij US Triestina. Hij speelde voornamelijk met een 1-3-3-3-formatie en speelde erg defensief. Met deze catenaccio werd de club verrassend tweede in de Serie A.
De belangrijkste verandering die toegepast werd op de catenaccio was het toevoegen van een libero, "vrije" verdediger, die in het Nederlands ook bekend is als laatste man. De rol van deze speler was het oppikken van verloren ballen en eventueel te helpen met dubbele mandekking. Een andere innovatie was de snelle counteraanval, vooral door lange ballen vanuit de verdediging.
In de versie van Herrera in de jaren zestig werd de vier mandekkers zorgvuldig de opdracht gegeven de dekking van één aanvaller op zich te nemen. Achter die vier verdedigers speelde dan nog de libero, die iedere afvallende bal moest oppikken. Door de nadruk te leggen op de defensie, heeft Italië door de jaren veel verdedigers van wereldklasse voortgebracht, zoals Franco Baresi, Paolo Maldini en Fabio Cannavaro. Herrera claimde kort voor zijn dood echter nog dat mensen zijn tactiek te verdedigend onthouden hebben. Hij zei dat 'het probleem is dat mensen die mij gekopieerd hebben, dat verkeerd gedaan hebben. Ze zijn vergeten de aanvallende aspecten van mijn catenaccio over te nemen. Ik had Picchi als libero, ja, maar ik had ook Facchetti, de eerste vleugelverdediger die zoveel scoorde als een aanvaller

## Zona Mista
Het catenaccio van Herrera was echter verre van perfect, zo liet Rinus Michels zien met zijn totaalvoetbal. Bij het totaalvoetbal heeft niemand een vaste positie; van alle spelers wordt verwacht de taken van een aanvaller, middenvelder en verdediger te kunnen vervullen. Mandekking wordt daarom onmogelijk geacht tegen een dergelijk systeem. AFC Ajax, de club van coach Michels, won in 1972 de Europacup I-finale van Internazionale met 2-0 (twee doelpunten Johan Cruijff) en het Algemeen Dagblad sprak over 'de vernietiging van het defensieve voetbal'. In 1973 herhaalde Ajax dit kunstje door van het defensieve AC Milan te winnen in de strijd om de Europese Supercup. De ploeg van coach Cesare Maldini ging met liefst 6-0 de boot in, in het Amsterdamse Olympisch Stadion.
Als er gespeeld wordt met pure zonale verdediging, dan heeft iedere verdediger en middenvelder een bepaald deel van het veld dat het zelf moet dekken. Bij catenaccio was er echter sprake van mandekking; soms werd zelfs dubbele dekking toegepast, bij erg sterke opponenten. Tegen het totaalvoetbal was dat echter onbegonnen werk, gezien het feit dat aanvallers hielpen verdedigen en verdedigers aanvallen, wat het erg moeilijk dekken maakt. Enzo Bearzot, bondscoach van Italië, kwam echter met een oplossing: Zona Mista (Italiaans voor 'gemengde zone') Het was een combinatie van de kracht van zonale dekking en de sterke punten van het catenaccio.

Een typische Zona Mista-formatie

Bij Zona Mista (ook bekend als Il gioco all'Italiana: 'Het spel in Italiaanse stijl') is er sprake van een defensie van vier verdedigers. Een libero speelt vrij voor de doelman en ondersteunt de centrale verdedigers bij hun taken. Er speelt een vleugelverdediger, meestal aan de linkerkant, die er offensief speelt en vaak bijna een middenvelder is. Op het middenveld spelen drie spelers in het midden, namelijk een verdedigende middenvelder, een centrale middenvelder en een spelmaker. Aan de kant waar de back niet speelt (meestal dus de rechterkant) is nog een flankspeler die soms als extra aanvaller speelt. Voorin staan twee spitsen. Een centrale spits staat bij het strafschopgebied om voor doelpunten te zorgen en een schaduwspits speelt om hem heen om in de ruimtes te spelen.
Tijdens het einde van de jaren zeventig en het begin van de jaren tachtig was Zona Mista de dominante tactiek in het Italiaanse voetbal en tijdens het WK 1982 beleefde het Italiaans voetbalelftal grote successen door de wereldtitel binnen te slepen. Gaetano Scirea speelde als libero, Fulvio Collovati en Claudio Gentile als centrale verdedigers, Antonio Cabrini als vleugelverdediger, Gabriele Oriali als verdedigende middenvelder, Marco Tardelli als centrale middenvelder, Giancarlo Antognoni als spelmaker en Paolo Rossi als diepe spits.
Zona Mista verloor echter aan populariteit en steeds minder werd de tactiek toegepast. Volgens de Italiaanse journalist Ludovico Maradei 'speelden alle teams met hetzelfde systeem' en 'was het erg voorspelbaar doordat iedereen mandekking toepaste'. Hamburger SV toonde deze uitspraken aan door in 1983 in de Europacup I-finale met een zeer verdedigende tactiek met 1-0 te winnen van Juventus, dat grotendeels bestond uit de spelers die met Italië wereldkampioen waren geworden.

## Tegenwoordig
In het hedendaagse voetbal is vrijwel geen sprake meer van het 'echte' catenaccio. Bij de meeste tactieken worden mandekking en het gebruik van de libero niet meer toegepast. Een zeer defensieve speelstijl wordt vaak nog wel catenaccio genoemd, maar meestal wordt er wel met een ander systeem gespeeld, wat afgeleid is van het catenaccio. Tegenwoordig wordt er steeds meer met zonale verdediging gespeeld in plaats van mandekking. De libero is bijna in zijn totaliteit verdwenen. Teams gebruiken liever een extra speler op een andere plaats in het veld.
Er wordt veel gedacht dat catenaccio veel gebruikt wordt in het Italiaanse voetbal. In de Serie A spelen de clubs vaker volgens een 4-3-3- of 3-5-2-systeem. Cesare Prandelli speelt met 3-5-2 of 4-4-2 met het Italiaans voetbalelftal, waar zijn voorgangers Cesare Maldini en Giovanni Trapattoni catenaccio wel toepasten, zonder succes weliswaar. Maldini verloor met Italië in de kwartfinales van het WK 1998, waar Trapattoni vier jaar later (tweede ronde) en tijdens het EK 2004 (eerste ronde) ook geen succes behaalde.
Catenaccio behaalde ook zeker wel zijn succes in de modernere tijden. Trapattoni wist de tactiek succesvol toe te passen toen hij als coach van SL Benfica in 2005 de Portugese landstitel binnenhaalde. De Duitse coach Otto Rehhagel won met zijn defensieve aanpak met Griekenland het EK 2004, waar zijn team als underdog aanwezig was. Ook bereikte Dino Zoff met Italië de finale van het EK 2000, waar van Frankrijk verloren werd.